# Coptomia viossati
Coptomia viossati är en skalbaggsart som beskrevs av Franz Antoine 1992. Coptomia viossati ingår i släktet Coptomia och familjen Cetoniidae. Inga underarter finns listade i Catalogue of Life.